# Estoloides medioplagiata
Estoloides medioplagiata là một loài bọ cánh cứng trong họ Cerambycidae.